# Miroscyllium sheikoi
Miroscyllium sheikoi, vrsta slabo poznatih morskih pasa iz porodice svjetlučavaca (Etmopteridae). M. sheikoi kod obala Tajvana i južno od Japanajedini je predstavnik svog roda.

## Sinonimi
- Centroscyllium sheikoi Dolganov, 1986